# 兰西基
兰西基（Ransiki）是印度尼西亚西巴布亚省的一个城镇，是南马诺夸里县的县治所在，城镇东临极乐鸟湾。2010年统计，兰西基区（印尼语：Kecamatan Ransiki）共有7,683人。